# Öffentliche Betriebswirtschaftslehre
Die Öffentliche Betriebswirtschaftslehre (ÖBWL, oder Betriebswirtschaftslehre der öffentlichen Verwaltung, als BWL öV abgekürzt) ist innerhalb der Betriebswirtschaftslehre eine spezielle Betriebslehre, welche die besonderen Anforderungen, Bedürfnisse und Strukturen der öffentlichen Verwaltungen und öffentlichen Betriebe untersucht.
Die ÖBWL orientiert sich an den Erkenntnissen der Allgemeinen Betriebswirtschaftslehre und wendet diese auf öffentliche Institutionen an. Man unterscheidet aus institutioneller Sicht zwischen der BWL der öffentlichen Verwaltungen, der BWL der öffentlichen Unternehmen und der BWL der Non-Profit-Organisationen. In der älteren Literatur spricht man in diesem Zusammenhang auch von Verwaltungsbetriebslehre. In Ausbildungsgängen des öffentlichen Dienstes spricht man auch von der Verwaltungsbetriebswirtschaft. So ist beispielsweise die „Verwaltungsbetriebswirtschaft“ ein Prüfungsfach in der Abschlussprüfung zum Verwaltungsfachangestellten bzw. Diplom-Verwaltungswirt (FH).
In der jüngeren Literatur und an Hochschulen etablieren sich zunehmend die Begriffe Public Management bzw. Nonprofit Management. Das Studienfach Öffentliche Betriebswirtschaftslehre, Verwaltungsmanagement bzw. Public Governance findet sich meist an Verwaltungsfachhochschulen, an denen der Nachwuchs der Beamten des gehobenen Dienstes bzw. der 3. Qualifikationsebene ausgebildet wird. Seit den 1980er Jahren ist die ÖBWL auch an einigen Universitäten vertreten. Beispielsweise an den Universitäten Hamburg, Konstanz, Mannheim und Potsdam. Ende der 1990er Jahre wurden auch an den allgemeinen Fachhochschulen Professuren mit dieser Ausrichtung eingerichtet. Teilweise wird der Studiengang auch als Verwaltungsbetriebswirtschaftslehre angeboten. Des Weiteren gibt es Masterstudiengänge zu Public Management oder Public Administration.